# Куровский (посёлок)
Куровский — посёлок в Киреевском районе Тульской области в составе Приупского сельского поселения.

## География
Находится в центральной части Тульской области на расстоянии приблизительно 16 км на запад-северо-запад по прямой от города Киреевск, административного центра района на восточном побережье Щёкинского водохранилища.

## История
В 1859 году здесь (сельцо Курово Крапивенского уезда Тульской губернии) было учтено 30 дворов, в 1926 — 33.

## Население
Постоянное население составляло 173 человека (1859 год), 206 (1926), 1 (русские 100 %) в 2002 году, 0 в 2010.